# اندری اسکاکون
اندری اسکاکون (اوکراینی: Андрій Юрійович Скакун؛ زادهٔ ۱۳ سپتامبر ۱۹۹۴) بازیکن فوتبال اهل اوکراین است.